# الفتوة (مسلسل)
الفتوة مسلسل تلفزيوني مصري، من بطولة ياسر جلال و مي عمر و أحمد صلاح حسني من إخراج حسين المنباوي و تأليف هاني سرحان. وهو مسلسل للكبار فقط لما يحتويه من مشاهد عنف

## قصة المسلسل
تدور احداث المسلسل في الماضي منذ أكثر من 100 عام بين الأحياء الشعبية حيث كانت تنظم هذة الأحياء الفتوات وعصابات الشوارع والتي يمثلها العمدة.

## طاقم العمل
- ياسر جلال في دور (حسن أحمد الجبالي) فتوة الجمالية
- انعام سالوسه
- نجلاء بدر
- رياض الخولي في دور المعلم (سيد اللبان) فتوة المدبح
- دياب
- عادل الفار
- مها نصار
- أحمد خليل
- مجدي فكري
- مي عمر
- صفوة
- عزوز عادل
- أحمد صلاح حسني
- ليلى أحمد زاهر
- مراد فكري صادق

## قنوات تعرض مسلسل الفتوة
عرض المسلسل على قنوات DMC وCBC و ON E و الحياة والنهار.

## وصلات خارجية
- مسلسل الفتوة على موقع السينما
- لائحة أبطال مسلسل الفتوة على موقع السينما